# エディ・コクラン
エディ・コクラン（Eddie Cochran、本名：レイ・エドワード・コクラン (Ray Edward Cochran)、1938年10月3日 - 1960年4月17日）は、アメリカ合衆国のロック・ギタリスト、シンガー。1960年人気絶頂の最中事故死を遂げた早逝のロックンローラー。代表曲「サマータイム・ブルース」「カモン・エヴリバディ」。2003年、『ローリング・ストーン』誌選出「史上最も偉大な100人のギタリスト」84位。

## 生い立ち
エディ・コクラン（本名エドワード・レイ・コクラン）は、1938年10月3日ミネソタ州アルバートリーで父フランク母アリスの間に生まれる。12歳の時、学校のオーケストラへドラムもしくはトロンボーン奏者としての参加を望んだが願い能わず、代わりに兄ボブからギターを教わる。1951年、一家はカリフォルニアへ移住。同年9月ベルガーデン中学入学、フレッド・コンラッド・スミスに出会う。彼は「コニー・スミス」と呼ばれ、学校のオーケストラでベースを担当し、スティール・ギター、マンドリンも演奏した。エディは新たな環境とコニーに触発されギターの練習に夢中になる。「私が許したならあの子は24時間ギターを弾いていたでしょう」（母アリス）。

## 初期のキャリア

### 1953年 アマチュア・ギグ
1953年後半、学校の音楽仲間とトリオを結成。コニー・スミスがスティール、エディはリズムギターを担当、地元の楽器店ベルガーデン・ミュージック・センターの裏手にあるリハーサルルームで練習を行う。この楽器店の経営者バート・キーザーが後にエディのトレードマークとなるギター、グレッチ社製モデル♯6120を売却することになる。トリオはアマチュアながらギグを重ね、スーパーマーケットの客寄せ、学校の集会など地元での出演を10〜20ドルの報酬で引き受けた。1953年から1955年（日時不明）にかけ友人チャック・フォアマンの自宅で2トラックのテープレコーダーを使用し録音を行う。このマテリアルは2017年現在確認されるエディ・コクラン最古の録音となっている。

### 1954年 プロ・ギタリストへ
6月、中学卒業。9月、上級生として新学期を迎える。学業以外の時間はすべて音楽に費やし地域のミュージシャンとの交流を持ち、学業を放棄してでもプロのミュージシャンとして生きる想いを募らせていた。ベルガーデン周辺の町、サウスゲートやダウニーにはR&Bやカントリー・ミュージックの基盤があり、エディは幅広いジャンルの音楽的影響を受けていた。この年（日時不明）、ゴールド・スター・スタジオでアセテート盤を制作。ドン・ディール（ボーカル）、エディ・コクラン（ギター）、チャック・フェリング（ベース）。8曲を録音（当時未発表）。
10月、エディはベルガーデンの社交ホール、アメリカン・レギオン・クラブに出演中のヒルビリー・バンド「リチャード・レイ&シャムロック・バレー・ボーイズ」にグループへの参加を申し出る。メンバーはこれを快諾。リズムギターのボブ・ブルがふとエディに尋ねた。「ハンク・コクランとは親戚かい?」。エディはその地元の歌手を知らなかったが、ボブは「ハンクが新しいグループを作ろうしているので2人は会うべきだ」と提案した。1955年1月、エディは高校を中退。プロのミュージシャンとなるべく決意する。16歳と4か月の若さであった。
ハンク・コクラン（本名ガーランド・ペリー・コクラン、1935年8月2日、ミシシッピ州グリーンヴィル生まれ）は、幼児期に両親を失いテネシー州の孤児院で育った。10代半ばに施設を抜け出しニューメキシコ州ホッブスに住む親戚の元へ行く。叔父からギター・コードを教わりカントリー・ミュージックに強い関心を持つ。中学卒業後、1951年までニューメキシコ州の油田で働き、その後、カリフォルニア州ベルガーデンに移住する。当時、パサディナのラジオ局KXLAでは毎週日曜日に2時間のライブ中継を行うカントリー・ショー『リバーサイド・ランチョ（Riverside Rancho）』を放送していた。人気DJのスクエアキン・ディーコン（Squeakin' Deacon）がホストを務めるこのショーでは最初の1時間がアマチュアに割り当てられており、1953年にハンクは同番組で非公式の出演を開始する。エディと出会った時にはすでにプロのミュージシャンとしてクラブ出演をしていた。

## 1955年

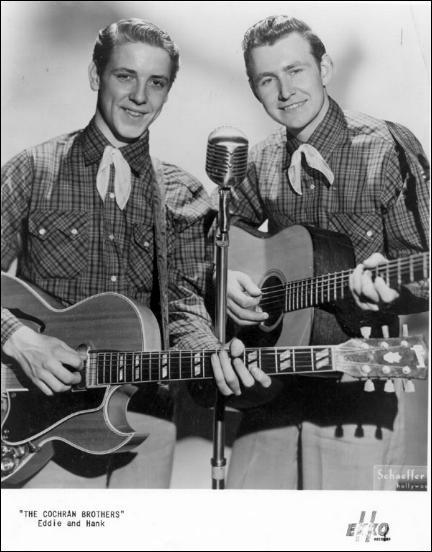
コクラン・ブラザース

### コクラン・ブラザース結成
エディとハンクはグループを結成。当時、兄弟デュオは地方の音楽界で非常に人気があり、2人は「コクラン・ブラザース」を名乗る。ハンクがリズムギターとボーカル、エディのリードギター、ビリー・ワトソンのベースとシンプルな構成だったが、やがてエディも慣れないながらもボーカルを取りハーモニーを付けた。カリフォルニア州の法律により未成年のエディはアルコール類を出すクラブ等には出演できなかったが、西海岸の音楽シーンは排他的なナッシュビルと異なり新人を容易に受け入れる気風があり、経験を重ねるにつれブラザースの名はカントリー・サーキットでも知られた存在となっていく。

### ファースト・レコーディング
4月、コクラン・ブラザースはスティーヴ・スティービンス経営のブッキング・マネージメント会社「アメリカーナ・ミュージック・コープ」に登録される。ミュージック・コープの筆頭株主クリフィー・ストーンはカリフォルニアのカントリー・ミュージック市場を独占する大物プロデューサーだった。ブラザースはそのストーンが主催する「ホームタウン・ジャンボリー」を始め「タウン・ホール・パーティー」「カントリー・バーン・ダンス」など西海岸エリアの主なステージに出演、そしてスティービンスにより最初の録音が手配される。
エッコ・レコードは、ロサンゼルスのマイナー・レーベルの一つで、A&Rマンのチャールズ・レッド・マシューズが定期的にメンフィスからカリフォルニアまで録音のために出張していた。5月、ハリウッドのサンセット・レコードで入念なリハーサルの後、4曲が吹き込まれる。そのうちミディアム・テンポの「ミスター・フィドル」、ジミー・ロジャースとハンク・ウィリアムズへのトリビュート「トゥー・ブルー・シンギン・スター」がシングルカットされた。

### ザ・ビッグD
同年秋、テキサス州ダラスの「ザ・ビッグD・ジャンボリー」に出演。毎週末にKRLDで放送される「ザ・ビッグD」は「ルイジアナ・ヘイライド」や「グランド・オール・オープリー」と同等に格付けされる名高いカントリー・ミュージック・ショーだった。2人がダラスに到着したのはエルヴィス・プレスリーが出演した数日後だった。警備員から当日の騒ぎを聞かされた。「私とエディは新しいことが起きているのを感じた」（ハンク）。10月、エディはミュージックセンター（楽器店）でバート・キーザーから一人の人物を紹介される。その後、エディのアドバイザー、マネージャー、共同作曲者となるジェリー・ケープハートだった。彼はデモ録音を行う歌手を探していると言う。数日後、エディとハンクはミュージック・センター裏手の小さなレコーディング・ブースで3〜4曲を録音した（当時未発表）。同月、エッコから2枚目のシングル発売。このレコードのセールスの不調とエッコのマネージメントの杜撰さを知ったケープハートに野心が芽生える。遠くから眺めている気はなかった。
ジェリー・ケープハート（1928年-1998年）は、ミズーリ州グッドマン生まれの音楽プロデューサー、作曲家、マネージャー。1940年にカリフォルニアへ移住。1951年、ローズマリー・クルーニーに書いた「ビューティフル・ブラウン・アイズ」がヒット。1956年からエディ・コクランと多数の共同作曲を行う。1961年、グレン・キャンベルのソロ・デビュー「ターンアラウンド・ルック・アット・ミー」を手掛ける。

## 1956年

### コンビ解消
1955年12月から1956年3月にかけ、ケープハートはまだエッコとの契約が残っていたコクラン・ブラザースをバッキングに起用し2枚のシングルを制作、キッシュ(Cash)からリリース。出版社アメリカン・ミュージックに対しコクラン・ブラザースの宣伝を開始。4月4日、ゴールド・スター・スタジオで同社へのデモ「ピンク・ペグ・スラックス」など5曲を録音。「ピンク・ペグ・スラックス」はエディが初めてソロ・ボーカルを取るロカビリー・タイプの曲だった。4月（もしくは5月）、エッコから3枚目となるシングルを制作。カントリーからロックンロールへ、新たな方向性を示すセッションとなった。しかしハンクはカントリー・シンガーとしての矜持と商業主義とも思える路線変更に対し疑問を抱き、この録音を最後にエディとのコンビを解消することになる。また、エッコのレッド・マシューズはことあるごとに干渉してくるケープハートに嫌気がさし「タイアード&スリーピー/フールズ・パラダイス」のリリース（6月）をもってコクラン・ブラザースとの契約を終了する。結果的に2人の別れは双方の音楽キャリアに最高のものをもたらした。この後、ハンクはナッシュビルに赴き数々ののヒット曲を送り出し、後にカントリー・ミュージックの殿堂入りを果たす。
「アメリカン・ミュージック」はハリウッドのカウボーイ映画で使用される曲の需要を見越してシルベスター・クロスが1935年に設立した音楽出版社。サン・オブ・ザ・パイオニアズの「クール・ウォーター」（1947年）がヒット。マール・トラヴィス、デルモア・ブラザース等の数々のウェスタン・スタンダードを発表、1950年代初頭には西海岸の最重要出版社となっていた。1954年、自社専属ライターのためのコンセプト・レーベル、クレスト・レコードを立ち上げ、急速に変化する音楽シーンに対応すべくカントリー、R&B、ノヴェルティのレコード制作を行っていった。
シンガー、ギタリストとして独り立ちすることになったエディは、7月から8月にかけ多数のセッションを行う。その中からリトル・リチャードの「ロング・トール・サリー（のっぽのサリー）」にちなんで書かれた「スキニー・ジム（やせっぽちのジム）」がクレスト最初のシングルとして7月に発売される。

### 映画出演

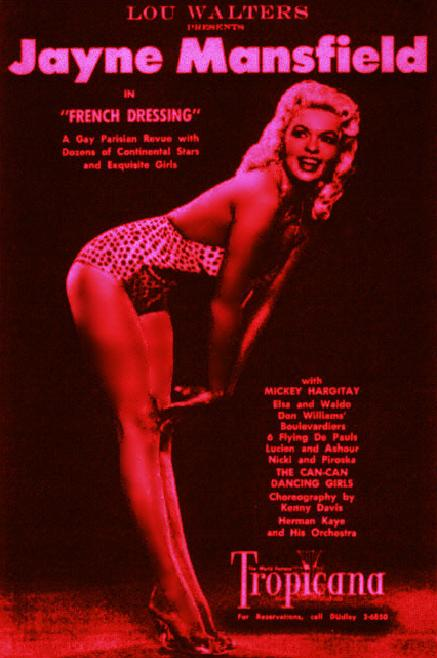
ジェーン・マンスフィールド

7月、エディとケープハートは低予算の映画のBGMを録音するためスタジオにいた。居合わせたケープハートの知人でもある映画監督のボリス・ペトロフはエディの映画向きの顔立ちを見るとに「私の知人の映画に出演する気はあるかい?」と尋ねた。エディ生前のインタビューによると「最初は冗談だと思ったけど彼に『いいね! 後で君に電話するから』と言われた。翌日、電話で『歌は歌えるか?』と聞かれ半分ジョークに付き合う気分で『歌える』と答えた。僕はスタジオ・ミュージシャンであって歌手ではなかったからね。そして『トゥエンティ・フライト・ロック』のデモ・ディスクを作ることになった」。
問題の映画『ド・レ・ミ』は、20世紀フォックスの音楽ディレクター、ライオネル・ニューマンとリバティ・レコードの経営者サイモン・ワーナー（Simon Warner）の間で交わされたミュージシャンの供給などを含めた業務提携により実現した音楽映画で、出演するミュージシャン11人中5人がリバティ専属であることが保証されていた。ジェーン・マンスフィールドとエドモント・オブライエンが主演、一般作品同様の予算が割り当てられ、各方面から注目を集めていた。『ド・レ・ミ』のタイトルは出演者リトル・リチャードが撮影中にヒットさせていた曲と同じ『女はそれを我慢できない』に改題、12月に公開される。エディは作品中で「トゥエンティ・フライト・ロック」を演奏した。
12月、エディはもう一つの映画に出演する。ワーナー・ブラザース制作『アンタムド・ユース（Untamed Youth）』は、マミー・ヴァン・ドーレン（Mamie Van Doren）が主演する10代向けの映画。作品中でエディは「コットン・ピッカー」を歌っている。「ミス・ドーレンの熱いグラインドと歌唱が精力旺盛なアメリカの若者を目覚めさせることを保証する」（「ニューヨーク・タイムズ」紙）。

### リバティとの契約
リバティ・レコードは1955年に設立した新興レーベルだったが、開設早々ジュリー・ロンドンの「クライミー・ア・リヴァー」がミリオン・セラーを記録。チップ・モンクスなどのノヴェルティがヒットし急成長を遂げていた。唯一、カタログに欠けていたもの、それは「ロックンロール・シンガー」だった。この年の1月、RCAビクターからメジャー・デビューしたエルヴィス・プレスリーが瞬く間にヒット・チャートを席捲し、各レコード会社は「ポスト・エルヴィス」探しに躍起になっていた。『女はそれを我慢できない』出演がきっかけとなり、9月8日、エディとリバティは1年の契約を交わす。

## 1957年

### バルコニーに座って
ABCパラマウントはノースカロライナ州の「コロニアル（Colonial）」レーベルをリバティと競合の末に買収した。敗れた形のリバティは負けじとコロニアル専属であるシンガーソングライター、ジョン・D・ラウダーミルク作曲「バルコニーに座って（Sittin' in the Balcony）」をエディ最初のシングルに決定する。当初、『女はそれを我慢できない』の公開に合わせ「トゥエンティ・フライト・ロック」のリリースが予定されていたが、急遽変更となった。
3月にオリジナルのジョン・D・ラウダーミルク盤と共にホット100入り、ジョン（38位）、エディ（18位）の全国ヒットとなった。だが、続く2枚のシングル「ミーン・ウェン・アイム・マッド/ワン・キス」（5月）、「ドライブ・イン・ショウ/アム・アイ・ブルー」（7月）は振るわず、かろうじて後者が82位となっただけだった。10月、ジーン・ヴィンセント、リトル・リチャードと共にオーストラリア・ツアー。同国ではこの年の1月にビル・ヘイリー、ジョー・ターナーらが大規模なロックンロール・ショーを成功させており二度目のロックスターの来訪となっていた。この公演の最中、リトル・リチャードは突然引退を宣言、シドニーのハーバー橋から所持する宝石を投げ捨てている。

## 1958年
エディとケープハートはリバティ経営者ワロンカーの同意を得てリバティ主導の選曲や録音とは別に独自のマスター制作を開始する。出版社アメリカン・ミュージックがデモ制作の費用を持ち、その代わり自社のスタッフ・ライターが曲を提供するというものだった。これによってエディは制作の自由度が広がり、当時としては珍しいセルフ・プロデュースを行うことになった。
1月12日、「ジニー・ジニー・ジニー」録音。ジョージ・モトーラ（George Motola）とその妻リック・ペイジ（Rick Page）によって書かれたこの曲は、エディとジミー・マディン（Jimmy Maddin）の競作となった。

### サマータイム・ブルース

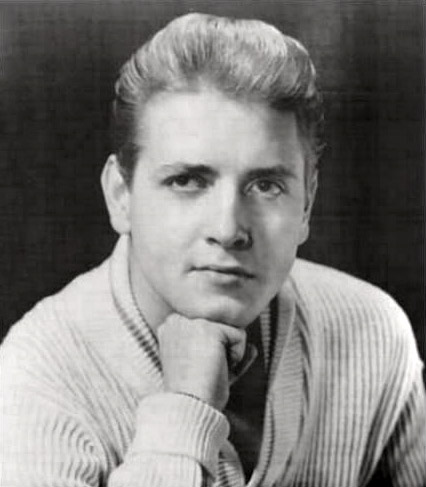
エディ・コクラン（1957年）

「ラブ・アゲイン」という曲のB面に関してエディとケープハートの間で打ち合わせが行われた。同席していたロカビリー奏者ベイカー・ナイト（Baker Knight）によれば「ケープハートの自宅でビールを飲みながらのリラックスした話し合いだった。エディはブルース・リックを弾き、ケープハートは『流行りの言葉を歌詞に入れよう』とアイディアを出した。一時間後に曲が完成し、『サマータイム・ブルース』と名付けられた」。
「彼は私のことを覚えているかしら」。若き女性作曲家シャロン・シーリー（Sharon Sheeley）は高揚する気持ちを抑えてゴールド・スター・スタジオに入った。彼女自身が作曲、ケープハートに持ち込んだ「ラブ・アゲイン」の録音に立ち会うためでもあり、昨年のクリスマスにABCパラマウント劇場でエヴァリー・ブラザースから紹介されたエディ・コクランとの再会でもあったからだ。残念ながらエディは彼女のことは覚えていなかったが、この録音を機に2人は親しい間柄となる。
6月11日、「ラブ・アゲイン / サマータイム・ブルース」発売。リリース当初、反応はなかったが、しばらくすると不思議な現象が起きた。DJや音楽レビュアーがB面の「サマータイム・ブルース」を取り上げ出したのだ。8月に最高8位を記録、エディ生涯最大のヒットとなった。奇しくも「サマータイム・ブルース」がチャートを上昇している7月、ビルボードのナンバー1に輝いていたのはシャロンがリッキー・ネルソンに書いた「プア・リトル・フール」だった。

### ゴー・ジョニー・ゴー!
12月、ニューヨークの「ルーズ・ステイト・シアター」に出演。DJアラン・フリードがプロモートし、チャック・ベリー、キャディラックス、ディオン・アンド・ザ・ベルモンツなど多数のロックスターが出演していた。そのまま全員がハリウッドへ移動し映画『ゴー・ジョニー・ゴー!（Go Johnny Go!）』が撮影された。作品中でエディは「ティーンネイジ・ヘブン」をギターとダンスを踊りながら歌っている。

## 1959年
2月3日、バディ・ホリー、リッチー・ヴァレンス、ビッグ・ボッパーの3人が飛行機事故により死去。2日後の2月5日、トリビュート・ソング「スリー・スターズ」が録音された（当時未発表。1966年にイギリスでシングル化）。6月23日、「サムシン・エルス」録音。シャロン・シーリーとエディの兄ボブによる共同作曲。ドラムのアール・パーマーはリトル・リチャードの「キープ・ア・ノッキン」のイントロのドラム・パターンを引用。エディはギターと共にベースを演奏している。

### ボーイ・ミーツ・ガール
4月、イギリスのテレビ・ディレクター、ジャック・グッド（Jack Good）は前年9月放送が開始された音楽番組『オー・ボーイ!（Oh Boy!）』にアメリカのロック・スターを出演させると発表。ブッキングを委任された「ピカデリー・バラエティ・エージェント」はアメリカのプロモーターを通じエディ・コクラン、ジーン・ヴィンセント、ロニー・ホーキンスの3人のイギリスにおけるTV出演、コンサート・ツアーの予約を取り付ける。『オー・ボーイ!』は、9月に『ボーイ・ミーツ・ガール（Boy Meets Girls）』と改題、再スタートを切っていた。
ケープハートによれば「その頃のエディはロックンロールに疲れていた。彼はプロデューサーとして音楽に携わることを望んでいた」。母アリス・コクランは渡英前にエディが言った言葉を覚えている。「これが最後のツアー。もうロードに出る必要はないんだ」。

## 1960年

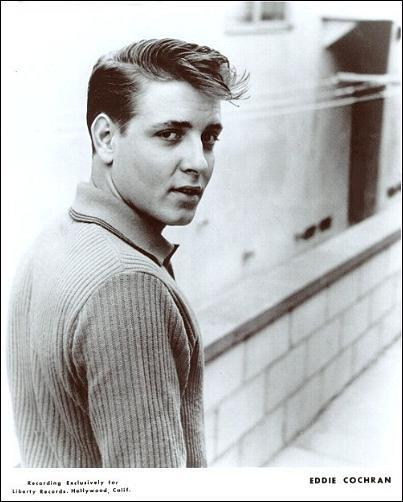
エディ・コクラン（1958年）

### ラスト・セッション
1月8日、ゴールド・スター・スタジオ。渡英を目前にしたこのセッションはいつもと様子が異なっていた。ケープハートの姿はなく、代わりに現場に復帰したワロンカーと若手のスナッフ・ギャレットがプロデューサーとして立ち会っていた。「1959年末頃にはエディとケープハートは疎遠になっていた」と多くの証言が残っている クリケッツ（Crickets）のメンバー、ソニー・カーティス（ギター）、ジェリー・アリソン（ドラム）の2人が参加している。ソニー・カーティスの回想。「慌ただしい雰囲気のセッションだった。私は誰に従えば良いのかわからず困惑したが、しばらくするとワロンカーは退出、エディが現場をリードし、ギャレットが録音の技術的な面でサポートした」。

### 英国ツアー
1月10日、イギリスに到着。翌11日、公式レセプションを開催。前年12月5日にイギリス入りしていたジーン・ヴィンセントはすでに12日間のツアーを消化、大きなな反響を呼んでいた。すぐさまエディ・コクランとの共演による11週の追加公演が発表された。
1月16日と23日、『ボーイ・ミーツ・ガール』に出演。ジャック・グッドの回想。「ジーンとエディの2人はとても気さくな人物でした。エディは私のことを『ホームズ』（コナン・ドイルの小説の主人公）と呼んでいました。寒さに不慣れな彼に手袋を貸したのですが、そのお礼に新しいグレーの手袋をプレゼントされました。彼は私にこう言いました。『またワトソンを必要とする時のためにこれを保管しておいてください』」。
1月24日午後、ロンドンのジェラード通り「マックス・クラブ」においてワイルドキャッツ（The Wildcats） とのリハーサル。残る日程でのサポートとしてラリー・パーンズ（Larry Parnes）が手配したもの。同じくツアーのサポートグループであるコリン・グリーン&ビートボーイズのピアニスト、ジョージィ・フェイムも同席していた。「しばらく待っているとコクランとヴィンセントが来た。全員の紹介が終わりコクランがギターを弾き出すと彼のプレイの凄さに皆驚いた。『サマータイム・ブルース』や『カモン・エヴリバディ』を演奏すると思っていたが、彼は聞いたこともないリフを弾き出した。私たちが『それ何て曲?』と聞くと彼は『レイ・チャールズのホワッド・アイ・セイさ』と答えた。当時、この曲は一部のジャズ・プレイヤーしか知らなかったが、コクランがツアーで演奏したことによってイギリスでも広く知られるようになった」。
- 2月21日 NMEポールウィナーズ・コンサート
- 2月22日 BBCラジオ『サタデー・クラブ』
- 2月27日 『ボーイ・ミーツ・ガール』出演
- 3月5日 BBCラジオ『サタデー・クラブ』
- 3月12日 同上

英国ツアーも後半になるとエディとジーンの2人は完全に疲れ切っていた。ジーンは常に不安定な状態で言動は荒れ、自殺をほのめかすに至る。「エディはジーンが間違いを起こさないようギターを弾きながら彼を見守っていた」（ジョー・ブラウン (Joe Brown)。ツアーに同行したイギリスのミュージシャン）。そしてエディもホームシックから軽いうつ症状を起こす。家族との国際電話の支払いが週1,000ドルになっていた。

### 事故発生
4月16日朝、ツアー・マネージャーのパトリック・トンプキンズ（ハル・カーターの代行）は、エディとジーンに封筒を渡した。中を開けたエディは叫んだ。「アメリカ行きのチケットだ」。その日の残りの時間、2人はただ座って航空券をながめていた。午後10時30分ステージ終了。ポップ歌手ジョニー・ジェントル（Johnny Gentle）は出演をキャンセルしたミュージシャンの代役を終えて楽屋の廊下で人を待っていた。エディはジェントルが車で来たことを知ると、ロンドンまでの同乗を申し出るが断られてしまう。「友人を乗せなければいけなかったので2人以上は無理でした。彼（エディ）はタクシーを呼ぶと言いました…」（ジェントル）。

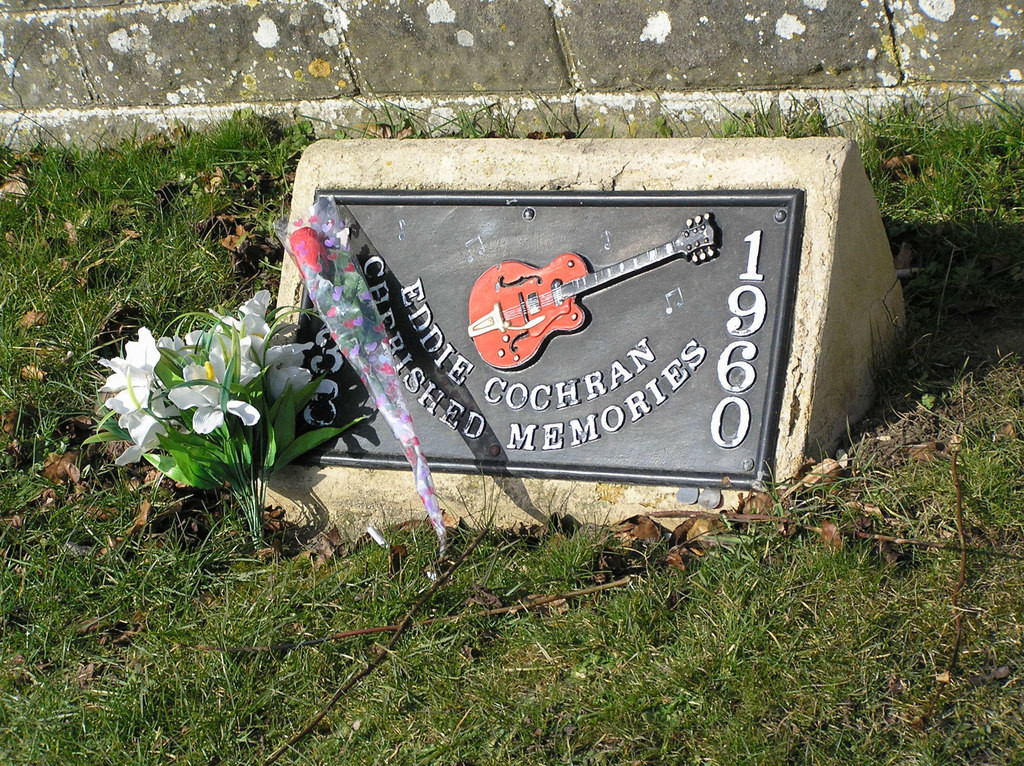
事故現場に建てられた慰霊碑

同日午後11時、エディ・コクラン、ジーン・ヴィンセント、シャロン・シーリー、パトリック・トンプキンズの4人を乗せたフォード・コンサルはグランド・ホテルを出発。その日の午後、結婚式の送迎で使用された車内にはまだ紙吹雪が残っていた。ロンドンまで100マイル（約160km）、翌日午後1時ヒースロー空港からの便で帰国する予定だ。19歳の若いドライバーの運転する車は時速70マイル（113キロ）のスピードで疾走する。しかし主要道路に向かう途中、トンプキンズは車が出発地ブリストルに戻っていることに気付いた。「君、道間違ってるぞ。どこかで車を戻すんだ」。深夜12時頃、ウォルトシャー州チッペンハムのローデンヒル通りレイルウェイ高架橋近くの緩やかなカーブを走行中、車はコントロールを失い反対車線の縁石に衝突、横滑りのまま150ヤード（137メートル）暴走し街路灯に激突。衝撃で後部座席左側の天井支柱が破損、エディは車外に放り出された。ドライバーとトンプキンズは無事、シャロンは軽傷、ジーンは鎖骨を折る重傷。最も損傷のひどかったエディ・コクランは翌17日午後4時10分、搬送先のセント・マーチン病院で死亡が確認された。死因は事故による頭部外傷。亡き骸は本国に送られ、4月25日、カリフォルニア州グレンデールのフォレスト・ローン・セメトリーに埋葬された。21歳没。
エディ・コクランの死去に対する反応はアメリカとイギリスで対照的であった。アメリカでは地方紙が報じる程度にとどまり、最後のシングル「スリー・ステップ・トゥ・ヘブン」はホット100にも入らなかった。イギリスでは各紙が一面で報道、連日のおように後追い記事が掲載され、「スリー・ステップ・トゥ・ヘブン」は6月に1位を獲得する。

## その後
1960年5月、『メモリアル・アルバム』発売（イギリスでは9月）。
1968年1月、アメリカのロック・グループ、ブルー・チアーの「サマータイム・ブルース」が全米14位を記録。
1970年5月、イギリスのロック・バンド、ザ・フー『ライブ・アット・リーズ』発売。「サマータイム・ブルース」が収録される。
1987年1月21日、ロックの殿堂入り。
1987年7月、ブライアン・セッツァー、コロンビア映画『ラ・バンバ』にエディ・コクラン役で出演。
1994年6月、アラン・ジャクソンの「サマータイム・ブルース」がC&Wチャート1位を記録。
1998年2月25日、「サマータイム・ブルース」がグラミーの殿堂入りを果たした。
2002年5月17日、シャロン・シーリー死去。エディの眠るフォレスト・ローン・セメタリーに埋葬される。
2010年9月27日　カリフォルニア州ベルガーデン市長が10月3日を「エディ・コクラン・デー」と宣言。

## ディスコグラフィ

### アメリカ合衆国リリース
| シングル         |                                               |             |          |             |      |
| アーティスト     | タイトル                                      | レーベル    | 規格番号 | リリース    | 順位 |
| Cochran Brothers | Two Blue Singin' Stars/Mr Fiddle              | Ekko        | 45-1003  | 1955 Jun    |      |
|                  | Guilty Conscience/Your Tomorrows Never Come   |             | 1005     | 1955 Jul    |      |
|                  | Tired And Sleepy/Fool's Paradise              |             | 3001     | 1956 Jun    |      |
| Eddie Cochran    | Skinny Jim/Half Loved                         | Crest       | 1026     | 1956 Jul    |      |
|                  | Sittin' In The Balcony/Dark Lonely Street     | Liberty     | F-55056  | 1957 Feb    | 18   |
|                  | Mean When I'm Mad/One Kiss                    |             | F-55070  | 1957 May    |      |
|                  | Drive In Show/Am I Blue                       |             | F-55087  | 1957 Jul    | 82   |
|                  | Twenty Flight Rock/Cradle Baby                |             | F-55112  | 1957 Nov    |      |
|                  | Jeannie, Jeannie, Jeannie/Pocketful Of Hearts |             | F-55123  | 1958 14 Jan | 94   |
|                  | Teresa/ Pretty Girl                           |             | F-55138  | 1958 Jun    |      |
|                  | Summertime Blues/Love Again                   |             | F-55144  | 1958 11 Jun | 8    |
|                  | C'mon Everybody/Don't Ever Let Me Go          |             | F-55166  | 1958 Oct    | 35   |
|                  | Teenage Heaven/I Remember                     |             | F-55177  | 1959 22 Jan | 99   |
|                  | Somethin´Else/Boll Weevil Song                |             | F-55203  | 1959 Jul    | 58   |
|                  | Hallelujah, I Love Her So/Little Angel        |             | F-55217  | 1959 Nov    |      |
|                  | Three Steps To Heaven/Cut Across Shorty       |             | F-55242  | 1960 11 Mar | 108  |
|                  | Lonely/Sweetie Pie                            |             | F-55278  | 1960 Sep    |      |
|                  | Weekend/Lonely                                |             | F-55389  | 1961 2 Nov  |      |
| アルバム         |                                               |             |          |             |      |
| Eddie Cochran    | Singin' To My Baby                            | Liberty     | LRP 3061 | 1957        |      |
|                  | Eddie Cochran                                 |             | LRP 3172 | 1960        |      |
|                  | Never To Be Forgotten                         |             | LRP 3220 | 1962        |      |
|                  | On The Air                                    | EMI America | SQ-17245 | 1987        |      |

### イギリスリリース
| シングル      |                                               |                |           |          |       |
| アーティスト  | タイトル                                      | レーベル       | 規格番号  | リリース | 順位  |
| Eddie Cochran | 20 Flight Rock/Dark Lonely Street             | London         | HLU 8386  | 1957 Apr |       |
|               | Sittin' In The Balcony/Completely Sweet       |                | HLU 8433  | 1957 Jun |       |
|               | Summertime Blues/Love Again                   |                | HLU 8702  | 1958 Sep | 18    |
|               | C'mon Everybody/Don't Ever Let Me Go          |                | HLU 8792  | 1959 Jan | 6     |
|               | Teenage Heaven/I Remember                     |                | HLU 8880  | 1959 Jun |       |
|               | Somethin' Else/Boll Weevil Song               |                | HLU 8944  | 1959 Sep | 22    |
|               | Hallelujah, I Love Her So/Little Angel        |                | HLW 9022  | 1960 Jan |       |
|               | Three Steps To Heaven/Cut Across Shorty       |                | HLG 9115  | 1960 May | 1     |
|               | Sweetie Pie/Lonely                            |                | HLG 9196  | 1960 Sep | 38/41 |
|               | Weekend/Cherished Memories                    |                | HLG 9362  | 1961 Jun | 15    |
|               | Jeannie, Jeannie, Jeannie/Pocketful Of Hearts |                | HLG 9460  | 1961 Nov | 31    |
|               | Pretty Girl/Theresa                           |                | HLG 9464  | 1961 Nov |       |
|               | Undying Love/Stockin's 'N' Shoes              |                | HLG 9467  | 1961 Dec |       |
|               | Never/Think Of Me                             | Liberty        | LIB 10049 | 1962 Oct |       |
|               | My Way/Rock'N'Roll Blues                      |                | LIB 10088 | 1963 Apr | 23    |
|               | Drive-In Show/I Almost Lost My Mind           |                | LIB 10108 | 1963 Aug |       |
|               | Skinny Jim/Nervous Breakdown                  |                | LIB 10151 | 1964 Apr |       |
| アルバム      |                                               |                |           |          |       |
| Eddie Cochran | Singin' To My Baby                            | London         | HA-U.2093 | 1958     |       |
|               | The Eddie Cochran Memorial Album              |                | HA-G 2267 | 1960     |       |
|               | Cherished Memories                            | Liberty        | LBY 1109  | 1962     |       |
|               | My Way                                        |                | LBY 1205  | 1964     |       |
|               | On The Air                                    | United Artists | UAS 29380 | 1972     |       |

## セッション・マン

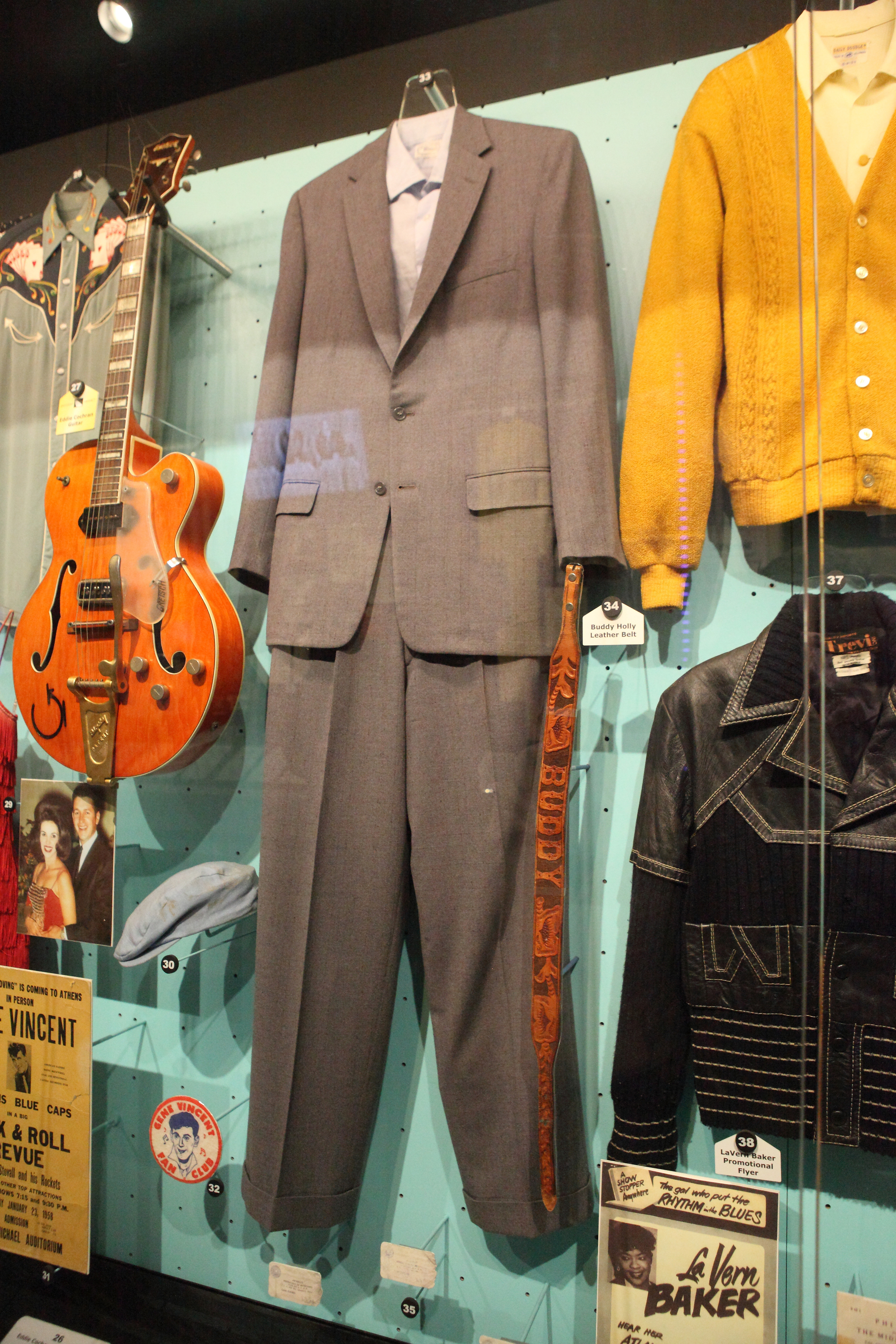
バディ・ホリーのスーツの左側にエディの愛器グレッチが展示されている（クリーヴランド、ロックの殿堂）

エディ・コクランはロサンゼルスを拠点としたセッション・ギタリストでもあった。実際エディが生前にリリースしたシングルよりもギタリストとして参加した他人名義のシングルの方が多い。当時リリースされなかった映画サウンドトラックやセッションを含めるとその数は膨大な量となる。

### ゴールド・スター・スタジオ
1950年、デイヴィッド・S・ゴールドとスタン・ロスが設立し、2人の名前を合わせゴールド・スター・スタジオと名付けられた。初期においては小規模なスタジオもミュージシャン達からデモ作成のスタジオとして人気を博し「キング・オブ・デモ」を名乗る、50年代中頃にはエコー・チャンバー（音響装置）を設置した大規模なスタジオ「A」を増設。エディは1956年アメリカン・ミュージクへのデモ制作のために使用して以来、このスタジオを拠点とし「サマータイム・ブルース」を代表とするヒット曲のほとんどを録音した。エディはナッシュビル・サウンドに近いタイトな音響特性を持った小さなスタジオ「B」を好んで使用、エコー装置のないBスタジオではテープ・エコーを使った。

### ジーン・ヴィンセント
1958年5月、ジーン・ヴィンセントのアルバム制作にバックコーラス（とベース演奏）として参加、計8曲録音。「エディは優れたミュージシャン、アレンジャー。その時のセッションでも多くのアイディアを提供した」（ブルーキャップスのメンバー、トミー・ファセンダ）。「キャピトルのスタジオ内に設置された防音壁で出来た小さな家のようなブースで皆で一緒に歌った」（同メンバー、ポール・ピーク）。

### マイナー・レーベル群
当時西海岸の音楽産業はまだ新しく、戦後になり多様化するニーズに応えてるべくスペシャリティ、アラディン（R&B）、アボット、フォースター（C&W）など独立資本のレーベルが勃興、ロサンゼルスだけで300ものマイナー・レーベルがひしめきあっていた。
キャッシュ : 黒人起業家ジョン・ドルフィンがロサンゼルスのワッツ地区でレコードショップ、スタジオと共に経営するR&Bレーベル。店内ショーウィンドウから直接ラジオ放送を行うDJ「ハギー・ボーイ（Huggy Boy）」が名物だった。1955年11月ケープハートはドルフィンにヒルビリー・レコードの制作を持ちかける。「ドルフィンの名を作曲者としてクレジットする」というキツい条件で交渉成立、「ウィズ・コクラン・ブラザース」として2枚のシングルがリリースされた[#1,2]。この時点でブラザースはまだエッコとの契約が残っており、ドルフィンとケープハート、双方劣らぬしたたかさだった。
ゼファー  : アメリカン・ミュージック専属ライター、レイ・スタンレー所有のレーベル。コクラン・ブラザースに曲を提供する傍ら自己名義のシングルを制作した[#11,13]。リー・デンソンの「ニュー・シューズ」[#19]スタンレーの「オーバー・コークス」[#21]はスタンレーがそれぞれVik,Argoにマスターを売却したもの。
フリーダム : 1958年9月、リバティは新人発掘を目的とした子会社レーベル「フリーダム（Freedom）」をスタートさせる。経営者ワロンカーは新人との契約や現場での指揮者としてケープハートとエディの2人を起用、「自分達の望むレコードを制作する」ことが可能な限りが許された。9月25日ジョニー・バーネットの「アイム・レストレス」を皮切りにフォー・ドッズ、バリー・マーティンらのシングルをリリース、「ミー・アンド・ザ・ベア」[#34]ではジョニー・バーネットとエディの共演が実現している。
シルヴァー : フリーダムが1959年末に終了するとエディとケープハートは出版社アメリカン・ミュージックが所有する「シルヴァー」(Silver)へのマスター制作を開始。ツアー同行が出来なくなったアマチュア時代からの相棒コニー・スミスに代わり新たにサポートバンドとなった「ケリー・フォー（Kelly Four）」[#40,43]。実質エディのレコードだったが契約の関係でケリー・フォー名義となった。

### 参加セッション・ディスコグラフィ
| シングル |                                        |                                                                 |                          |             |
| No       | アーティスト                           | タイトル                                                        | レーベル                 | リリース    |
| 1        | Jerry Capehart                         | Walkin' Stick Boogie/ Rollin'                                   | CASH 1021                | 1955        |
| 2        | Don Deal                               | Cryin' In One Eye/ Broken-Hearted Feller                        | CASH 1028                | 1955        |
| 3        | Ernie "Jivin' Around" Freeman          | Fast Jivin'                                                     | HOLLYWOOD 1068           | 1956        |
| 4        | Skeets McDonald                        | You Oughta See Grandma Rock/ Heartbreakin' Mama                 | CAPITOL F-3461           | 1956 Jun    |
| 5        | Jack Lewis                             | Butterscotch Candy & Strawberry Pie                             | CREST 1025               | 1956 Jun    |
| 6        | Tom Forse                              | I'm Gonna Tell Your Conscience On You/They Call You A Small Fry | RICH VEIN 101            | 1956        |
| 7        | Gene Davis                             | Let's Coast Awhile/ Drowning All My Sorrows                     | CREST 1027               | 1956 Aug    |
| 8        | Wynn Stewart                           | Slowly But Surely/ Keeper of The Keys                           | CAPITOL F-3515           | 1956 Aug    |
| 9        | Jess Willard                           | Every Dog Has His Day/ Don't Hold Her So Close                  | EKKO 1018                | 1956 Aug    |
| 10       | The Holly Twins                        | I Want Elvis For Christmas/ The Tender Age                      | Liberty F 55048          | 1956 Dec    |
| 11       | Ray Stanley                            | Market Place/ Pushin'                                           | Zephyr ZR 70-011         | 1957 Jan    |
| 12       | Bob Denton                             | On My Mind Again/ Always Late                                   | DOT 15573                | 1957 Apr    |
| 13       | Ray Stanley                            | Love Charms/ My Lovin' Baby                                     | Zephyr ZR 70-022         | 1957 May    |
| 14       | Lynn Marshall                          | Borrowed Love/You'll Find Out                                   | CREST 1034               | 1957        |
| 15       | Jack Lewis                             | Someone To Love Me/ I.O.U.                                      | CREST 1033               | 1957        |
| 16       | Mamie Van Doren                        | Salamander/Go, Go, Calypso!                                     | Prep F100                | 1957        |
| 17       | Riley Crabtree                         | Meet Me At Joes/ Don't Turn Away From Me                        | EKKO 1019                | 1957        |
| 18       | Al Dexter                              | Pistol Packin' Mama/ I Won't Be Number Two                      | EKKO 1020                | 1957        |
| 19       | Lee Denson                             | New Shoes                                                       | VIK 0281                 | 1957 Jun    |
| 20       | Bob Denton                             | Love Me So I'll Know/ I'm Sending You This Record               | DOT 15622                | 1957 Aug    |
| 21       | Ray Stanley                            | Over A Coke                                                     | ARGO 5280                | 1957 Oct    |
| 22       | Don Deal                               | My Blind Date                                                   | ERA 1051                 | 1957 Nov    |
| 23       | Al Casey                               | Willa Mae                                                       | Liberty F-55117          | 1957 Dec    |
| 24       | Darla Daret                            | Honey Honey                                                     | SILVER 2001              | 1957 16 Dec |
| 25       | Paula Morgan                           | Only A Fool / Someone To Love Me                                | DEMON FF-1506            | 1958 Mar    |
| 26       | Jerry Neal (Jerry Capehart)            | Scratchin'/I Hate Rabbits                                       | DOT 15810                | 1958 Aug    |
| 27       | Bob Denton                             | 24-Hour Night                                                   | DOT 15833                | 1958 Sep    |
| 28       | Troyce Key                             | Drown In My Tears/ Baby Please Don't Go                         | WARNER BROS. 5007        | 1958 Sep    |
| 29       | Jerry Stone with The Four Dots         | My Baby (She Loves Me)/It's Heaven                              | Freedom F-44002          | 1958 Oct    |
| 30       | Galen Denny                            | What Ya Gonna Do/ Gonna Build A Rocket                          | Liberty F-55164          | 1958 Nov    |
| 31       | The Four Dots                          | Don't Wake Up The Kids/Pleading For Your Love                   | Freedom F-44005          | 1959 Jan    |
| 32       | Troyce Key                             | Watch Your Mouth                                                | WARNER BROS. 5035        | 1959 Feb    |
| 33       | Sherman Scott                          | How'dja Do                                                      | Freedom F-44009          | 1959 Apr    |
| 34       | Johnny Burnette                        | Me And The Bear                                                 | Freedom F-44011          | 1959 Apr    |
| 35       | Elroy Peace & The Bow Ribbons          | Quick Like                                                      | Trans-Continental T-3001 | 1959 Apr    |
| 36       | Baker Knight & The Knightmares         | Just Relax                                                      | CORAL 62132              | 1959 Jul    |
| 37       | Mike Clifford with Patience & Prudence | Should I                                                        | Liberty F-55207          | 1959 Aug    |
| 38       | Jay Johnstone                          | Walk A Dog                                                      | Freedom F-44018          | 1959 Sep    |
| 39       | Barry Martin                           | The Willies/ Minnie The Moocher                                 | Freedom F-44019          | 1959 Sep    |
| 40       | The Kelly Four                         | Strollin' Guitar/Guybo                                          | SILVER 1001              | 1959 Oct    |
| 41       | John Ashley & The Voices of Allah      | Seriously (In Love) / I Want To Hear It From You                | SILVER 1002              | 1959 Nov    |
| 42       | Jewel Akens & Eddie Daniels            | Opportunity/ Doin' The Hully Gully                              | SILVER 1004              | 1960 Feb    |
| 43       | The Kelly Four                         | So Fine, Be Mine                                                | SILVER 1006              | 1960        |
| 44       | Bob Orrison                            | Sarah Lee                                                       | Liberty F-55237          | 1960 Mar    |
| 45       | Buddy Lowe                             | It Happened To Me                                               | IMPERIAL X5680           | 1960 Jun    |
| 46       | Jewel Akens & Eddie Daniels            | Who Can I Count On                                              | SILVER 1008              | 1960 Sept   |
| 47       | Bob Dentonn                            | Pretty Little Devil/ Thinkin' About You                         | CREST 1086               | 1961 Aug    |

## 人物・エピソード
「男の中の男」（マーティ・ワイルド、英国ロッカー）
「軟弱な部分などひとつとして持ち合わせていない生粋のアメリカン・ボーイ」（ジェリー・ケープハート）
オフには友人達と釣りや狩猟を楽しんだ。コルト社製45口径バントライン（13インチバレル）を所有し、クイック・ドロー（早撃ち）の腕前は相当なものだった。「彼は素晴らしいギタープレイヤーだったが銃さばきはもっとすごかった」（スナッフ・ギャレット、リバティのプロデューサー）。「エディは常にバントラインを所持していた」（ジーン・ラッジョ、ケリーフォー）など物騒な話も残っている。
『NME』のインタビュー「スターとしての悩み」に対する答え。「友人と過ごす時間がないこと。僕は休みの時に悪友達と過ごすのが好きなんだけれど会社（リバティ）の広告担当の人はそれを好まない。僕は会社の年配の人も好きなので困るよね」。
ハンク・コクランの回想。1955年秋、エディとハンクは「ザ・ビッグD」出演後、突如メンフィス行き思い立つ。結局得るものは何もなく2人を文無しにしただけだった。エディはアンプを質に入れ、ヒッチハイクでカリフォルニアに戻った。冬のある日、2人はエディの兄ボブを尋ねる途中、車がパンクし立往生。数時間後助けに来たボブが見たものは煙が立ち込める車内で仮眠をとりながら意識不明となった2人だった。「彼はギリギリ間に合った」（ハンク）。
1974年から1976年にかけステッペン・ウルフに在籍したギタリスト、ボビー・コクラン（Bobby Cochran）はエディ・コクランの甥にあたる。その後、フライング・ブリトー・ブラザーズ、レオン・ラッセル、ビリー・コブハムなど多数の著名グループ、ミュージシャンと共演。近年はロック・ショウ「ロック・アラウンド・ザ・クロック・ショウ」「ロックンロール・フォーエヴァー・ショウ」の音楽監督を務め、自己のバンド「サムシン・エルス」を率いツアーを行う。2017年、ロカビリーの殿堂入り。

### ジーン&エディ

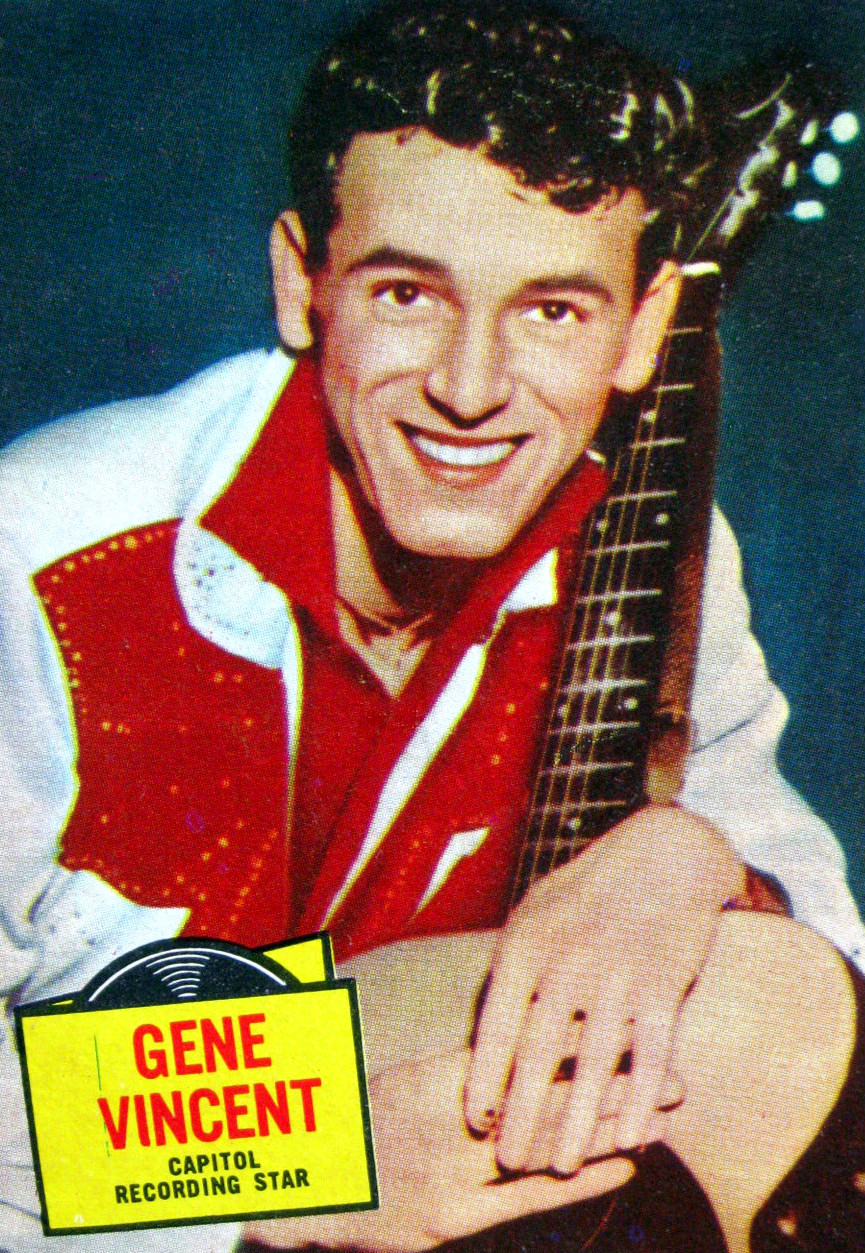
ジーン・ヴィンセント（1957年）

リバプール生まれのハル・カーターは英国ツアーの際、マネージャーとして2人に同行した。「エディは素敵な人物でした。ところがジーンはまったく正反対。彼の態度に皆閉口したものです。グラスゴーに向かう途中ジーンは『全く何てひでえ国だ! こんな所さっさとおさらばしたいぜ! なあエディ?』私は思わず『近くに空港はないよ』と言ってしまいました。『なんだと? 俺はいつ帰ったっていいんだぜ!』と契約破棄しての帰国をチラつかせるのです。するとエディが低い声で『なあジーン、頼むよ』となだめたものです。グラスゴーに到着しウェヴァリー・ホテルでくたくたになった体を休めた後、私とエディは帝国劇場でのステージに向かうためホテルを出ました。劇場に着くとホテルから激しい電話がありました。『俺の義足を何処へやった!?』ジーンが絶叫しています。神に誓って言いますが私は知りません、ジーンがバスルームに入っている時にワードローブの上に置いてあった義足をエディがどうしたのかは…。大騒ぎになったことは言うまでもありません」。
シャロン・シーリーの目撃による英国メイフェア・ホテルでの悪戯三昧。「2人はすべてのフロアを見てまわり、清掃のために廊下に出されていた靴を洗濯機の中に放り込んでしまいました。それでも遊び足りない彼らは手当たり次第に部屋をノックしだし、中から返事があると『用意はいいですか、ミスター・ヴィンセント?』『OKです、ミスター・コクラン』ドアが開くと2人は中に転がり込んで『My Old Man's A Dustman』を歌い出すのです」。

### グレッチ6120
エディ・コクランはキャリア初期にはギブソンL-4Cを使用。ソリッド・スプルースのトップにディアルモンド製ピックアップをマウントしていた。1955年、グレッチ社製チェット・アトキンス・モデル♯6120(シリアルNO.16942)をベルガーデン・ミュージック・センターで購入。フロント・ピックアップをP-90（通称ドッグ・イヤー）に、ピックガードを半透明のものに交換した。ビグスビーB-6はフィックスド・アームと呼ばれる固定式のもの。イギリス公演の際、13歳の少年マーク・フェルドはこのギターをエディの乗るリムジンまで運んだ。後のマーク・ボランである。チッペンハムでの事故現場に駆け付けた若い警官デビット・ハーマンはエディの遺品としてウォルトシャー署に保管されたこのギターで演奏を学んだ。その後、ハーマンはミュージシャンに転向、1962年にデイヴ・ディー・グループの名で成功を収める。

## 主要カヴァー・ヴァージョン
| ディスコグラフィ      |                    |                    |                              |          |
| タイトル              | アーティスト       | 国籍               | 収録アルバム                 | リリース |
| Summertime Blues      | Blue Cheer         | アメリカ合衆国の旗 | 『Vincebus Eruptum』         | 1968     |
|                       | The Who            | イギリスの旗       | 『Live At Leeds』            | 1970     |
|                       | 子供ばんど         | 日本の旗           | 『WE LOVE 子供ばんど』       | 1980     |
|                       | BLACK CATS         | 日本の旗           | 『CREAM-SODA PRESENTS』      | 1981     |
|                       | Brian Setzer       | アメリカ合衆国の旗 | 『La Bamba』                 | 1987     |
|                       | RCサクセション     | 日本の旗           | 『Covers』                   | 1988     |
|                       | ウルフルズ         | 日本の旗           | 『ブギウギ'96』*フーのカバー | 1996     |
|                       | ギターウルフ       | 日本の旗           | 『ジェットジェネレーション』 | 1999     |
| C'mon Everybody       | Humble Pie         | イギリスの旗       | 『Smokin'』                  | 1972     |
|                       | UFO                | イングランドの旗   | 『UFO1』                     | 1971     |
|                       | ルースターズ       | 日本の旗           | 『THE ROOSTERS』             | 1980     |
|                       | 布袋寅泰           | 日本の旗           | 『GUITARHYTHM』              | 1988     |
| 20 Flight Rock        | The Rolling Stones | イギリスの旗       | 『Still Life』               | 1982     |
|                       | Stray Cats         | アメリカ合衆国の旗 | 『ORIGINAL COOL』            | 1993     |
| Somethin' Else        | Sid Vicious        | イングランドの旗   | 『Sid Sings』                | 1979     |
|                       | UFO                | イングランドの旗   | 『Mechanix』                 | 1982     |
|                       | Stray Cats         | アメリカ合衆国の旗 | 『ORIGINAL COOL』            | 1993     |
|                       | Led Zeppelin       | イングランドの旗   | 『BBCライヴ』                | 1993     |
| My Way                | The Who            | イギリスの旗       | 『Odds And Sods』            | 1974     |
| Sittin'in the Balcony | 平尾昌章           | 日本の旗           | 『平尾とロック』             | 1958     |
|                       | ミッキー・カーチス | 日本の旗           | 『土曜はミッキーと』         | 1958     |
|                       | 山下敬二郎         | 日本の旗           | 『敬ちゃんのロック』         | 1960     |